# Liste der Vögel in Kiribati
Die folgende Liste enthält alle Vögel (Aves), die in Kiribati vorkommen oder dort einmal vorgekommen sind.
Während auf den bewohnten Atollen Kiribatis nur eine eingeschränkte Artenvielfalt vorkommt, bieten die marinen Naturschutzgebiete mit der Phoenix Islands Protected Area in den Phoenixinseln sowie die unbewohnten Atolle der Line Islands einschließlich des bewohnten Atolls Kiritimati ein großes Areal an Rast- und Brutplätzen.
Die Zahl der beobachteten Vogelarten wird mit 77 angegeben, davon sind 12 Arten global bedroht, eine Papageienart ist eingeführt, während zwei Arten als endemisch eingestuft sind: der Kiribatirohrsänger (Bokikokiko) und der Südseeläufer.

## Ordnung:Röhrennasen(Procellariiformes)

### Sturmvögel(Procellariidae)
Aus der Familie der Sturmvögel sind folgende Arten bekannt:
- Tahitisturmvogel (Pterodroma rostrata)
- Phönixsturmvogel (Pterodroma alba) – gefährdet
- Regensturmtaucher (Pterodroma inexpectata)
- Hawaiisturmvogel (Pterodroma sandwichensis)
- Salvinsturmvogel (Pterodroma externa)
- Weißnackensturmvogel (Pterodroma cervicalis)
- Cooksturmvogel (Pterodroma cookii) – gefährdet
- Brustbandsturmvogel (Pterodroma leucoptera)
- Boninsturmtaucher (Pterodroma hypoleuca)
- Schwarzflügelsturmvogel (Pterodroma nigripennis)
- Stejnegersturmvogel (Pterodroma longirostris)
- Bulwersturmvogel (Bulweria bulwerii)
- Rosafußsturmtaucher (Puffinus creatopus)
- Keilschwanzsturmtaucher (Puffinus pacificus)
- Dunkler Sturmtaucher (Puffinus griseus)
- Kurzschwanzsturmtaucher (Puffinus tenuirostris)
- Weihnachtssturmtaucher (Puffinus nativitatis)
- Audubonsturmtaucher (Puffinus lherminieri)
  - Puffinus bailloni[3]

### Sturmschwalben(Hydrobatidae)
Aus der Familie der Sturmschwalben sind folgende Arten bekannt:
- Buntfußsturmschwalbe (Oceanites oceanicus)
- Weißgesichtsturmschwalbe (Pelagodroma marina)
- Weißkehlsturmschwalbe (Nesofregetta fuliginosa)
- Wellenläufer (Gattung) (Oceanodroma):
  - Wellenläufer (Art) (Oceanodroma leucorhoa)
  - Madeirawellenläufer (Oceanodroma castro)

## Ordnung:Tropikvögel(Phaethontiformes)

### Familie: (Phaethontidae)
Aus der Familie der Phaethotidae sind folgende zwei Arten bekannt:
- Rotschwanztropikvogel (Phaethon rubricauda)
- Weißschwanztropikvogel (Phaethon lepturus)

## Ordnung:Suliformes
Neue Ordnung neben der der Ruderfüßer (Pelecaniformes), hier liegen derzeit vermutlich verschiedene Taxonomien vor.

### Tölpel(Sulidae)
Aus der Familie der Tölpel sind drei Arten bekannt:
- Maskentölpel (Sula dactylatra)
- Rotfußtölpel (Sula sula)
- Weißbauchtölpel (Sula leucogaster)

### Fregattvögel(Fregatidae)
Aus der Familie der Fregattvögel sind zwei Arten bekannt:
- Bindenfregattvogel (Fregata minor)
- Arielfregattvogel (Fregata ariel)

## Ordnung:Ruderfüßer(Pelecaniformes)

### Reiher(Ardeidae)
Aus der Familie der Reiher ist nur eine Art bekannt, diese findet sich auf allen Atollen:
- Riffreiher (Egretta sacra)

## Ordnung:Gänsevögel(Anseriformes)

### Entenvögel(Anatidae)
Aus der Familie der Entenvögel sind sieben Arten bekannt, davon gilt die Schnatterente als in Kiribati bereits ausgerottet:
- Kanadagans (Branta canadensis) – selten/gelegentlich
- Pfeifente (Anas penelope)
- Schnatterente (Anas strepera) – ausgerottet
- Krickente (Anas crecca)
- Stockente (Anas platyrhynchos)
- Spießente (Anas acuta)
- Löffelente (Anas clypeata)

## Ordnung:Regenpfeiferartige(Charadriiformes)

### Regenpfeifer(Charadriidae)
Aus der Familie der Regenpfeifer sind zwei Arten bekannt:
- Pazifischer Goldregenpfeifer (Pluvialis fulva)
- Kiebitzregenpfeifer (Pluvialis squatarola)

### Schnepfenvögel(Scolopacidae)
Aus der Familie der Schnepfenvögel sind 13 Arten bekannt:
- Uferschnepfe (Limosa limosa)
- Pfuhlschnepfe (Limosa lapponica)
- Regenbrachvogel (Numenius phaeopus)
- Borstenbrachvogel (Numenius tahitiensis)
- Flussuferläufer (Actitis hypoleucos)
- Grauschwanzwasserläufer (Heterosceles brevipes) oder auch (Tringa brevipes)
- Wanderwasserläufer (Heterosceles incanus) oder auch (Tringa incanus)
- Steinwälzer (Arenaria interpres)
- Sanderling (Calidris alba)
- Graubrust-Strandläufer (Calidris melanotos)
- Spitzschwanzstrandläufer (Calidris acuminata)
- Südseeläufer (Prosobonia cancellata) – endemisch, brütend, gefährdet
- Thorshühnchen (Phalaropus fulicarius)

### Raubmöwen(Stercorariidae)
Aus der Familie der Raubmöwen sind vier Arten bekannt, wobei der Subantarktikskua neu hinzugekommen zu sein scheint:
- Antarktikskua (Stercorarius maccormicki)
- Subantarktikskua (Stercorarius antarcticus)
- Spatelraubmöwe (Stercorarius pomarinus)
- Falkenraubmöwe (Stercorarius longicaudus)

### Möwen(Laridae)
Aus der Familie der Möwen sind drei Arten bekannt:
- Ringschnabelmöwe (Larus delawarensis)
- Aztekenmöwe (Leucophaeus atricilla)
- Präriemöwe (Leucophaeus pipixcan) – selten/gelegentlich

### Seeschwalben(Sternidae)
Aus der Familie der Seeschwalben lassen sich neun Arten beobachten:
- Eilseeschwalbe (Thalasseus bergii) (Sterna bergii)
- Schwarznackenseeschwalbe (Sterna sumatrana)
- Zwergseeschwalbe (Sterna albifrons)
- Brillenseeschwalbe (Onychoprion lunatus) (Sterna lunata)
- Rußseeschwalbe (Onychoprion fuscatus) (Sterna fuscata)
- Weißkopfnoddi (Anous minutus)
- Noddi (Anous stolidus)
- Blaunoddi (Procelsterna cerulea)
- Feenseeschwalbe (Gygis alba)

## Ordnung: Taubenvögel (Columbiformes)

### Tauben(Columbidae)
Aus der einzigen Familie der Taubenvögel, der der Tauben, sind vier Arten bekannt:
- Felsentaube (Columba livia)
- Purpurschultertaube (Gallicolumba stairi)
- Tongafruchttaube (Ducula pacifica)
- Karolinenfruchttaube (Ducula oceanica) – unsicher, ob bereits ausgerottet

## Ordnung:Papageien(Psittaciformes)

### Eigentliche Papageien(Psittacidae)
Aus der Familie der Eigentlichen Papageien ist nur eine Art bekannt:
- Rubinlori (Vini kuhlii) – eingeführt, gefährdet

## Ordnung: Kuckucksvögel (Cuculiformes)

### Kuckucke(Cuculidae)
Aus der Familie der Kuckucke ist nur eine Art bekannt:
- Langschwanzkoel (Eudynamys taitensis)

## Ordnung:Sperlingsvögel(Passeriformes)
Aus der Familie der Rohrsängerartigen (Acrocephalidae) ist nur eine Art der Rohrsänger bekannt.

### Rohrsänger(Acrocephalus)
Von diesen nur:
- Kiribatirohrsänger (Acrocephalus aequinoctialis) – endemisch, Brutvogel, stark gefährdet